# خیال علی‌اف (بازیکن فوتبال)
خیال علی‌اف (ترکی آذربایجانی: Xəyal Əliyev؛ زادهٔ ۱۸ فوریهٔ ۲۰۰۴) بازیکن فوتبال است.
وی همچنین در تیم‌های ملی فوتبال زیر ۱۹ سال جمهوری آذربایجان و زیر ۲۱ سال جمهوری آذربایجان بازی کرده است.